# Vitorog
Vitorog je planina u Bosni i Hercegovini koja se nalazi u sklopu dinarskog planinskog sustava. Prostire se na području općine Šipovo. Najviši vrh Vitoroga nalazi se na nadmorskoj visini od 1906 m.
Na vrhu Vitoroga susreću se kontinentalna i planinska klima. Vrh Vitoroga je raskrižje između općina Šipova, Glamoča i Kupresa. Ova planina posjeduje bogatstvo flore i faune ( od kojih su najzanimljivije mrki medvjed, vuk i divlja svinja, kao i neke vrste ptica poput velikog tetrijeba). 
Podno samog vrha nalazi se podzemni objekt, koji je izgradila bivša Jugoslavenska narodna armija. Danas je objekt zapušten a ponekad ga koristi sportsko-planinarsko društvo "Vitorog" kao sklonište tijekom nevremena.
Na Vitorogu se nalazi Vaganska spilja.